# Mailfence
Mailfence ist ein webbasierter E-Mail-Dienst, der OpenPGP-basierte Ende-zu-Ende-Verschlüsselung und digitale Signatur bietet. Er wurde im November 2013 von der ContactOffice Group gestartet, die seit 1999 eine Online Collaboration Suite für Universitäten und andere Organisationen betreibt.

## Geschichte
Das Malfence-Projekt wurde Mitte des Jahres 2013 von den Gründern des Unternehmens ContactOffice gestartet. Im März 2016 veröffentlichte das Unternehmen die erste Public-Beta-Version ihrer E-Mail-Lösung mit Ende-zu-Ende-Verschlüsselung und digitaler Signatur.

## Funktionen

Screenshot der Mailfence-Webseite: Posteingang

Neben seinen Funktionen für sichere E-Mail-Übertragung bietet Mailfence zusätzliche Groupware-Funktionen wie Terminkalender, Adressbuch, Dokumentenverwaltung und Gruppen.

### E-Mail
Der E-Mail Service unterstützt POP/IMAP und Exchange ActiveSync sowie Vanity domains mit SPF-, DKIM-, DMARC- und Catch-all Address-Support. Anwender können sowohl reine Text-, aber auch Rich-Text-E-Mails versenden, Nachrichten in Ordnern sortieren und/oder sie mit Tags in Kategorien einordnen. Standard-E-Mail-Signaturen setzen, Alias-Adressen vergeben und Plus Addressing nutzen, um Filter für eintreffende Nachrichten zu setzen.

### Adressbuch
Das Adressbuch unterstützt (CSV, vCard, LDIF) Import und (vCard, CSV, PDF) Export von Kontaktdaten. Darüber hinaus können Einträge erstellt und bearbeitet werden. Der Anwender kann Adresslisten zusammenstellen und diese mit Tags ordnen.

### Kalender
Der Kalender unterstützt vCal/iCal-Import und -Export. Der Anwender kann seinen Kalender mit Gruppenmitgliedern teilen und darüber hinaus Terminanfragen stellen.

### Dokumente
Für die Ablage von Dokumenten ist Speicherplatz verfügbar. Der Anwender kann die Daten per Drag & Drop in Ordnern ablegen und diese mit Tags ordnen. Die Dokumente können online bearbeitet und über WebDAV abgerufen werden.

### Gruppen
Gruppen ermöglichen es Anwendern, Dokumente, Kontakte und Kalender mit anderen Gruppenmitgliedern auf sichere Weise zu teilen. Ein Gruppen-Administrator verwaltet die Zugriffsrechte der Gruppenmitglieder und kann außerdem ein anderes Gruppenmitglied als Co-Administrator oder neuen Administrator der Gruppe einsetzen.

## Serverstandort
Da die Server in Belgien stehen, unterliegen sie juristisch nicht der US-Rechtsprechung. Mailfence unterliegt damit weder amerikanischen Gag Orders noch NSLs. Unter belgischem Recht müssen alle nationalen und internationalen Überwachungsanfragen über ein belgisches Gericht erfolgen.

## Datensicherheit und Datenschutz
Zusätzlich zu konventionellen Sicherheitsfunktionen wie SPF, DKIM, Zwei-Faktor-Authentifizierung, Spamschutz, Anwenderseitiges Blacklisting, bietet Mailfence die folgenden Funktionen:

### Ende-zu-Ende-Verschlüsselung
Der Service nutzt eine Open-Source-Implementierung von OpenPGP (RFC-4880). Private Schlüssel werden im Client-Browser generiert, mit der Passphrase des Anwenders verschlüsselt (via AES 256) und dann auf dem Server gespeichert. Der Server sieht die Passphrase des Anwenders nie.

### Digitale Signaturen
Der Service bietet die Auswahl zwischen „Signieren“ oder „Signieren und Verschlüsseln“ einer E-Mail-Nachricht mit oder ohne Anhang.

### Integrierter Keystore
Der Service bietet für PGP-Schlüssel einen integrierten Keystore und erfordert damit kein Add-On/Plugin eines Drittanbieters.

### Volle OpenPGP-Interoperabilität
Anwender können mit jedem anderen OpenPGP-kompatiblen Service Provider kommunizieren.